# لیندزی وولو
لیندزی وولو (انگلیسی: Lindsey Vuolo؛ زادهٔ ۱۹ اکتبر ۱۹۸۱) یک هنرپیشه اهل ایالات متحده آمریکا است.